# Obscured by Clouds
Obscured by Clouds는 핑크 플로이드가 바르베 슈뢰더의 프랑스 영화 구름에 가린 계곡에 삽입된 그들의 사운드트랙을 바탕으로 출시한 록 음반이다. 이 음반의 복사판의 경우 영화의 영어 제목인 The Valley가 이름이 되기도 하였다. LP판은 영국에서 하베스트/EMII가 1972년 6월 3일 발매했으며, 미국에서는 1972년 6월 15일에 하베스트/EMI가 발매하였다. 영국 음반 차트에서는 6위를 기록하였으며, 미국 음반 차트에서는 46위로 기록되었다 (1994년 3월 RIAA에서 골드 음반으로 지정). 1986년, 음반은 CD판으로 재발매되었다. 디지털 리마스터링된 CD는 영국에서 1996년 3월, 미국에서는 같은 해 8월에 발매되었다.

## 곡 목록

### A면
1. "Obscured by Clouds" (로저 워터스, 데이빗 길모어) - 3:03
2. "When You're In" (워터스, 길모어, 닉 메이슨, 리처드 라이트) - 2:30
3. "Burning Bridges" (라이트, 워터스) - 3:29
4. "The Gold It's in the..." (워터스, 길모어) - 3:07
5. "Wot's... Uh the Deal?" (워터스, 길모어) : 5:08
6. "Mudmen" (라이트, 길모어) - 4:20

### B면
1. "Childhood's End" (길모어) - 4:31
2. "Free Four" (워터스) - 4:15
3. "Stay" (라이트, 워터스) - 4:05
4. "Absolutely Curtains" (워터스, 길모어, 라이트, 메이슨) - 5:52